# Lockheed C-141 Starlifter
Le Lockheed C-141 Starlifter est un avion de transport militaire stratégique et tactique fabriqué par le constructeur aéronautique américain Lockheed dans les années 1960.

## Conception

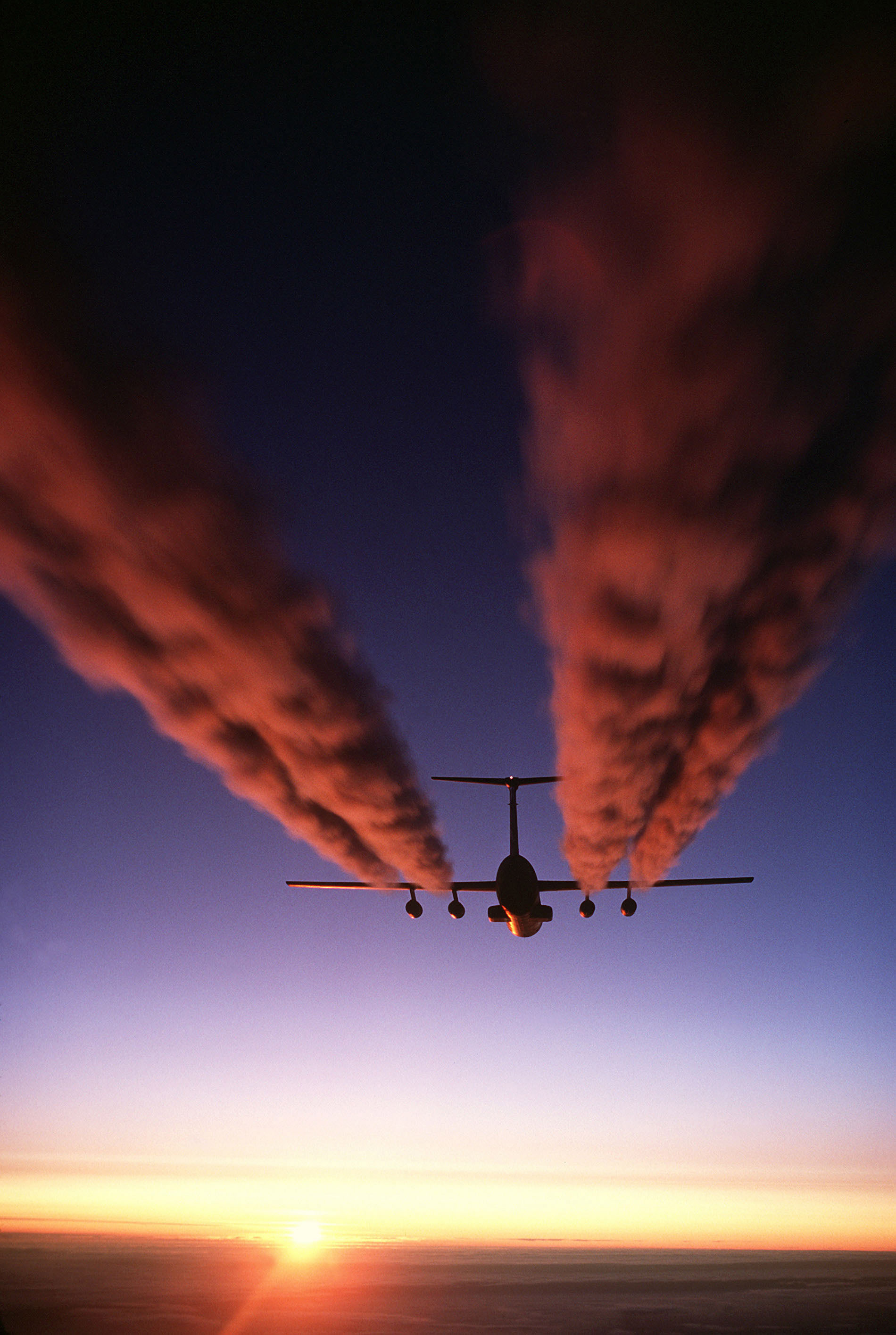
Un C-141 au-dessus de l'Antarctique.

En 1960, l'United States Air Force demande l'élaboration d'un avion de transport stratégique à réaction à long rayon d'action pour remplacer le C-124 Globemaster II de Douglas Aircraft Company. Lockheed fait alors un prototype. Le premier prototype du Starlifter vole le 17 décembre 1963 (en hommage au premier vol des frères Wright). Le premier appareil est livré en 1964 et il entre réellement en service dans l'US Air Force sous le nom de C-141A en 1965. En tout, 285 exemplaires de la version C-141A sont assemblés à l'usine Lockheed-Georgia de Marietta. 270 étant en service en janvier 1979 dans ce qui est alors le Military Airlift Command (en) .
Comme il est plus résistant que prévu aux lourdes charges, une version allongée (dont le prototype YC-141B vole le 24 mars 1977) est réalisée et dès 1982, 270 C-141A sont transformés en C-141B. Enfin, en 1997, une dernière version modernisée C est imaginée pour utiliser au maximum les appareils jusqu'à leur mise à la retraite effective en mai 2006.
En raison de son coût élevé, l'avion n'est utilisé que par l'armée américaine, une proposition d'achat de 12 appareils par la France soutenue par le général Jacques Mitterrand a été refusée par le Président De Gaulle en 1968. L'Union soviétique construit un appareil équivalent depuis 1974, le Iliouchine Il-76.
En mars 1965 vola un C-141A modifié en cargo civil sous la désignation de Lockheed L-300. Cet avion avait reçu l'immatriculation N4141A. Il ne connut pas de suite, aucun client civil n'achetant de « Starlifter » civils. Sa propulsion était assurée par des JT3D-8A. Par la suite, il reçut l'immatriculation N714NA lorsqu'il passa sous la livrée de la NASA en tant que Kuiper Airborne Observatory.

## Engagements

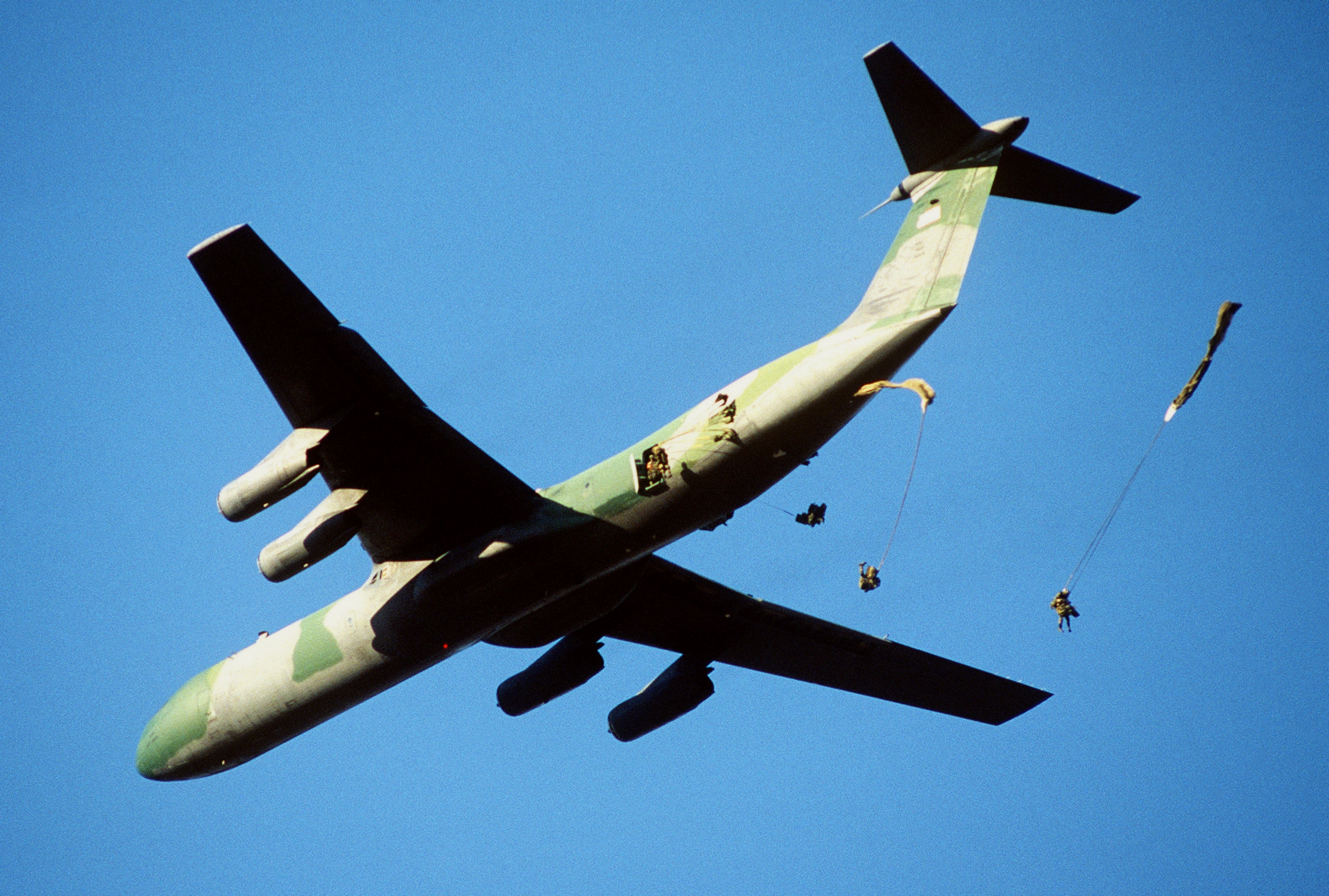
Largage depuis un C-141B de parachutistes de la aéroportée américaine au Honduras durant l'opération Golden Pheasant en 1988.

Le Starlifter est engagé dans diverses opérations liées à la guerre froide. En particulier, il est utilisé lors de la guerre du Viêt Nam pour rapatrier les soldats blessés et le matériel aux États-Unis. Il est aussi utilisé pour transporter les missiles balistiques comme les fusées Pershing ou encore dans le largage de parachutistes et de marines en zone ennemie.
Il participe à l'opération Nickel Grass, un pont aérien mis en place par les États-Unis afin de livrer des armes à Israël pendant la guerre du Kippour.
Il est utilisé lors de la guerre du Golfe de 1990-1991 où il s'illustre avec le C-5, qui est conçu à partir du C-141.

## Variantes

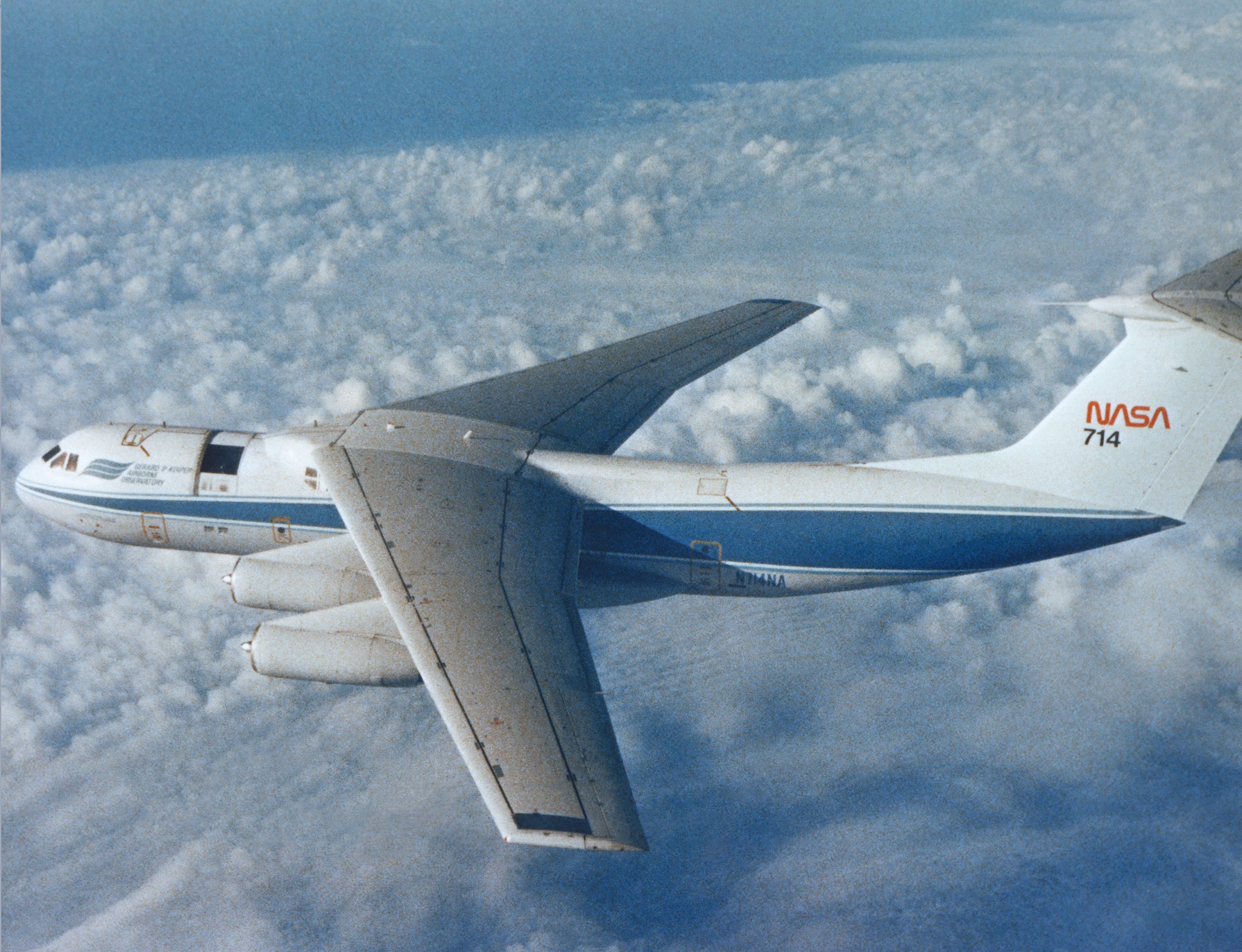
Un NC-141A de la NASA

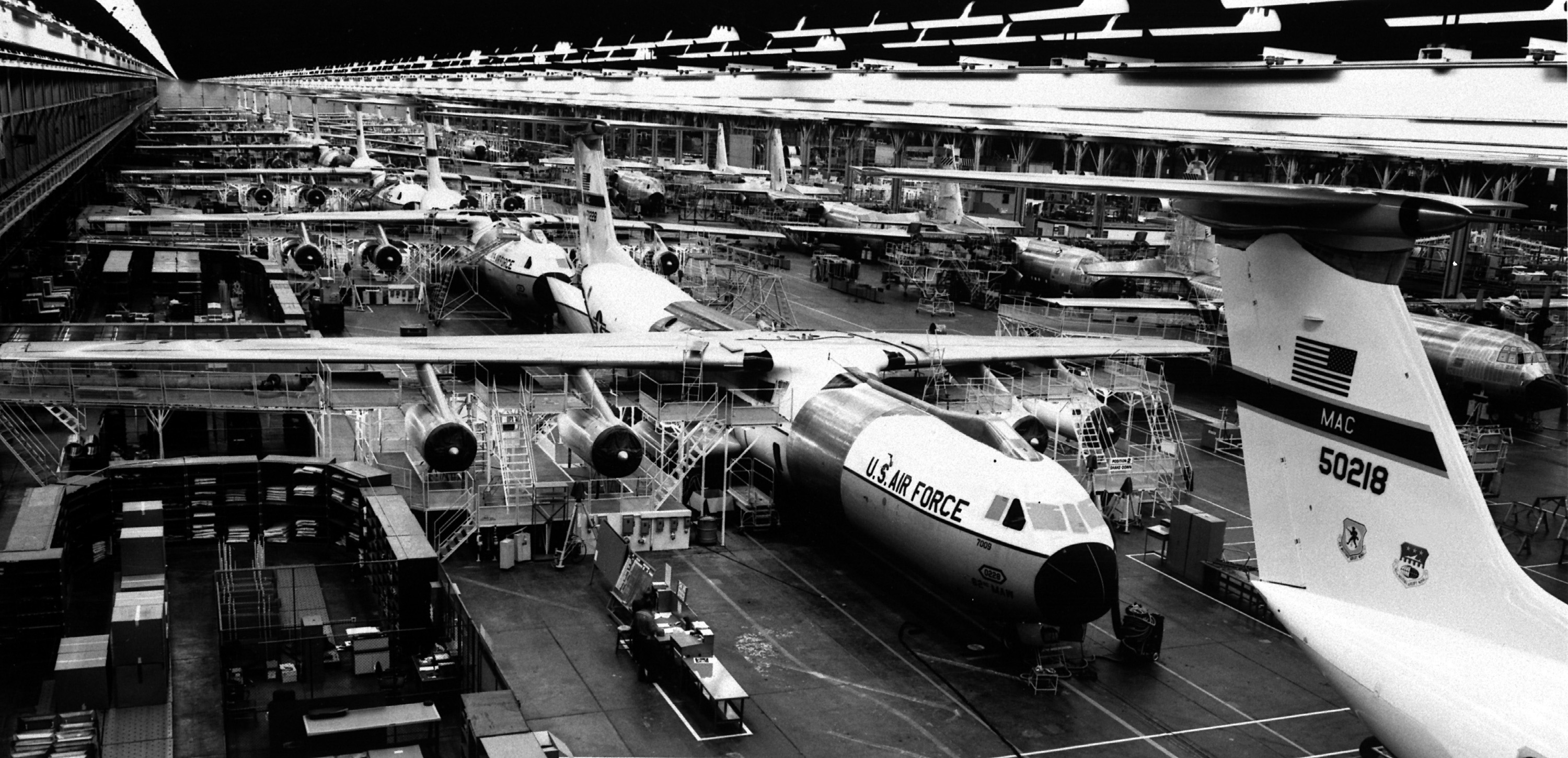
Conversion de C-141A en C-141B en 1980 dans l'usine Lockheed de Burbank (Californie).

- C-141A : première version dont 285 appareils furent construits.
  - NC-141A : il s'agit de 4 prototypes destinés par exemple à la NASA
- C-141B : version modernisée du A (apparue en 1977). Elle est rallongée de 7,16 m et peut être ravitaillée en vol.
- C-141C : version modernisée du B (apparue en 1997). Seule l'avionique a été améliorée, sur les 64 C-141B améliorés, les tableaux de bord deviennent informatisés.

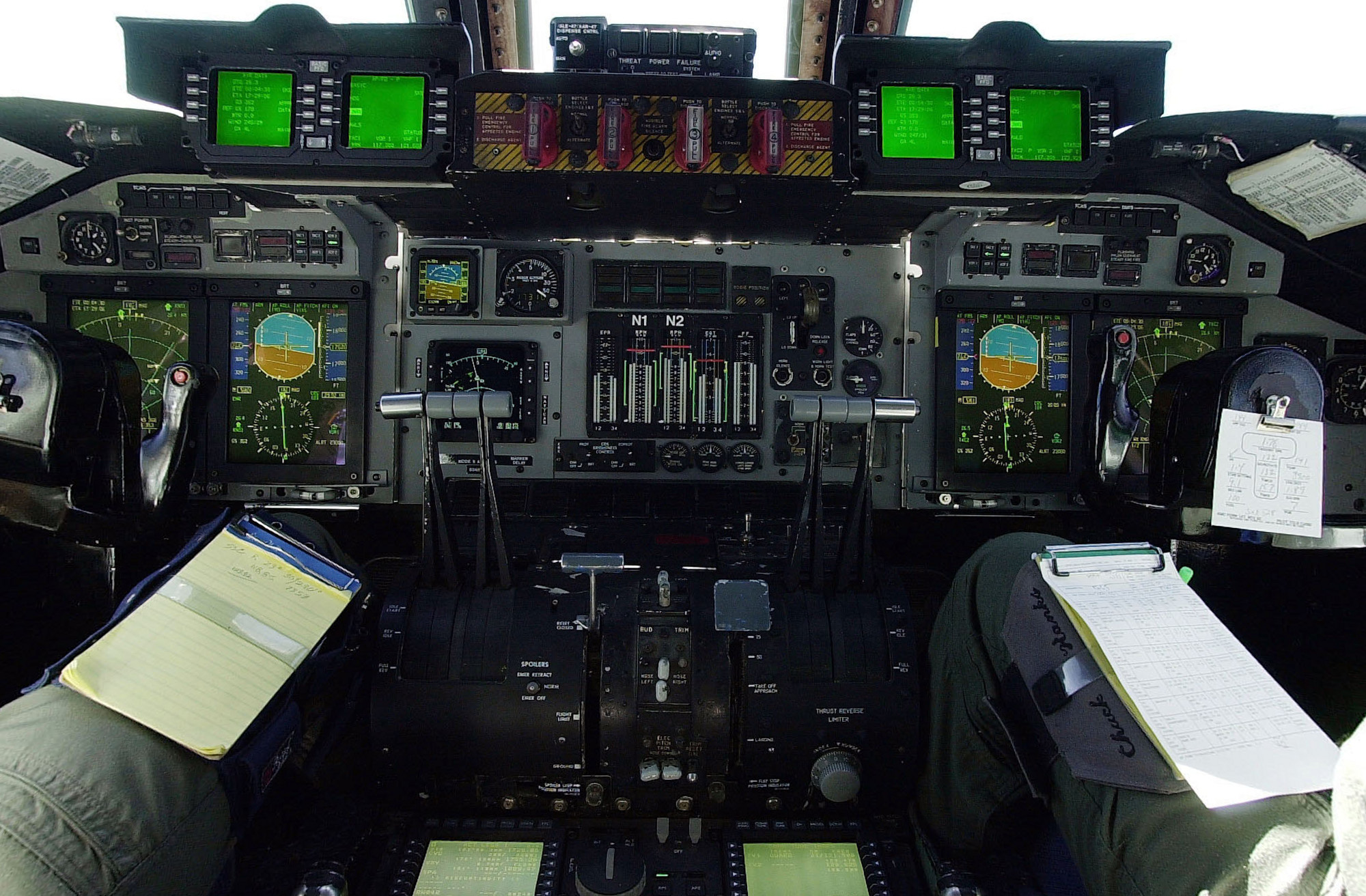
Poste de pilotage d'un C-141C

## Autres caractéristiques
Il peut transporter quatre membres d'équipage et 205 hommes de troupe, ou 168 parachutistes, ou 41 222 kg de fret répartis sur 19 palettes master 463 l.

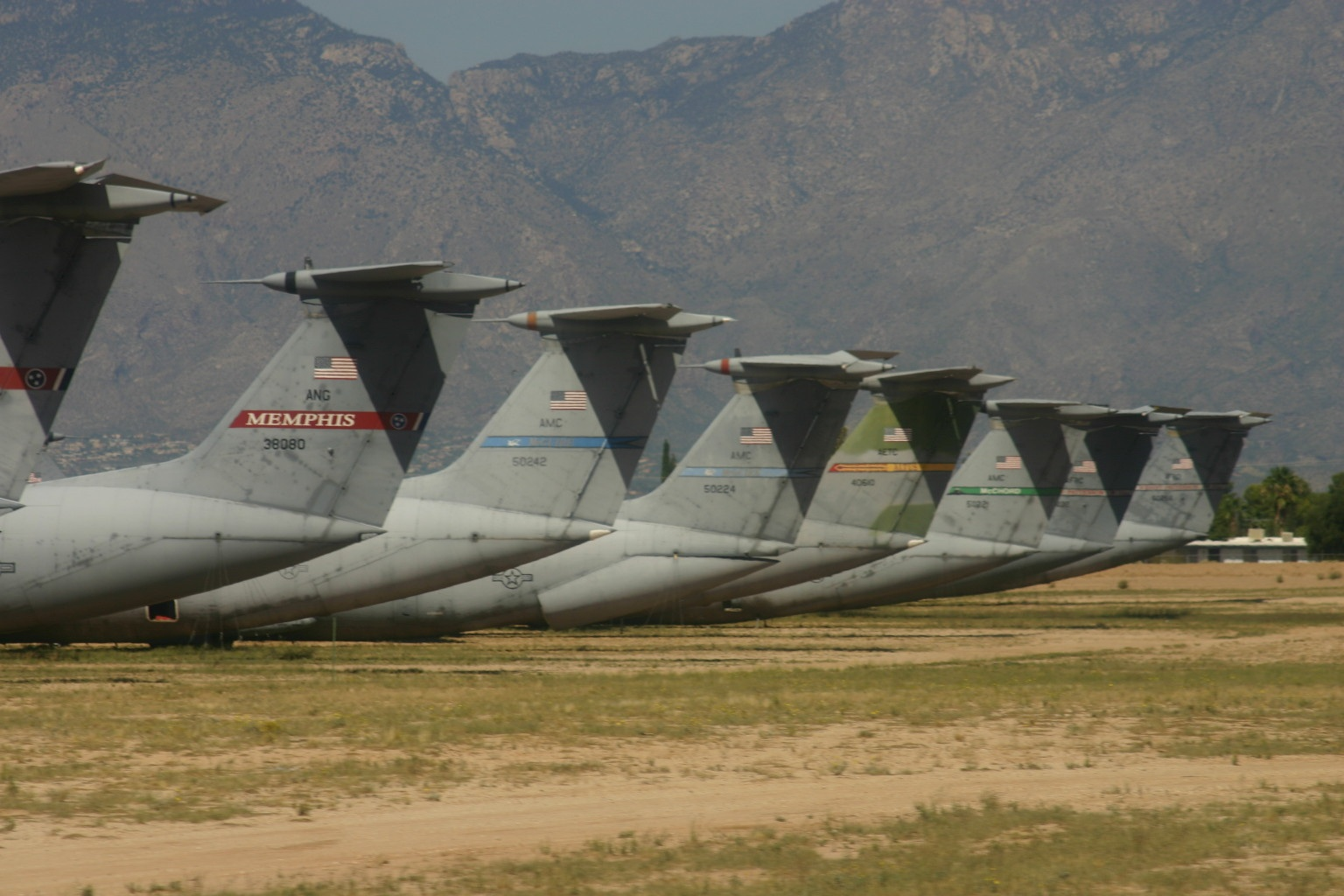
Queues et empennages de Starlifters de l'US Air Force.

#### Développement lié
- C-5 Galaxy

#### Avions comparables
- C-17 Globemaster III
- Iliouchine Il-76